# André Schröder

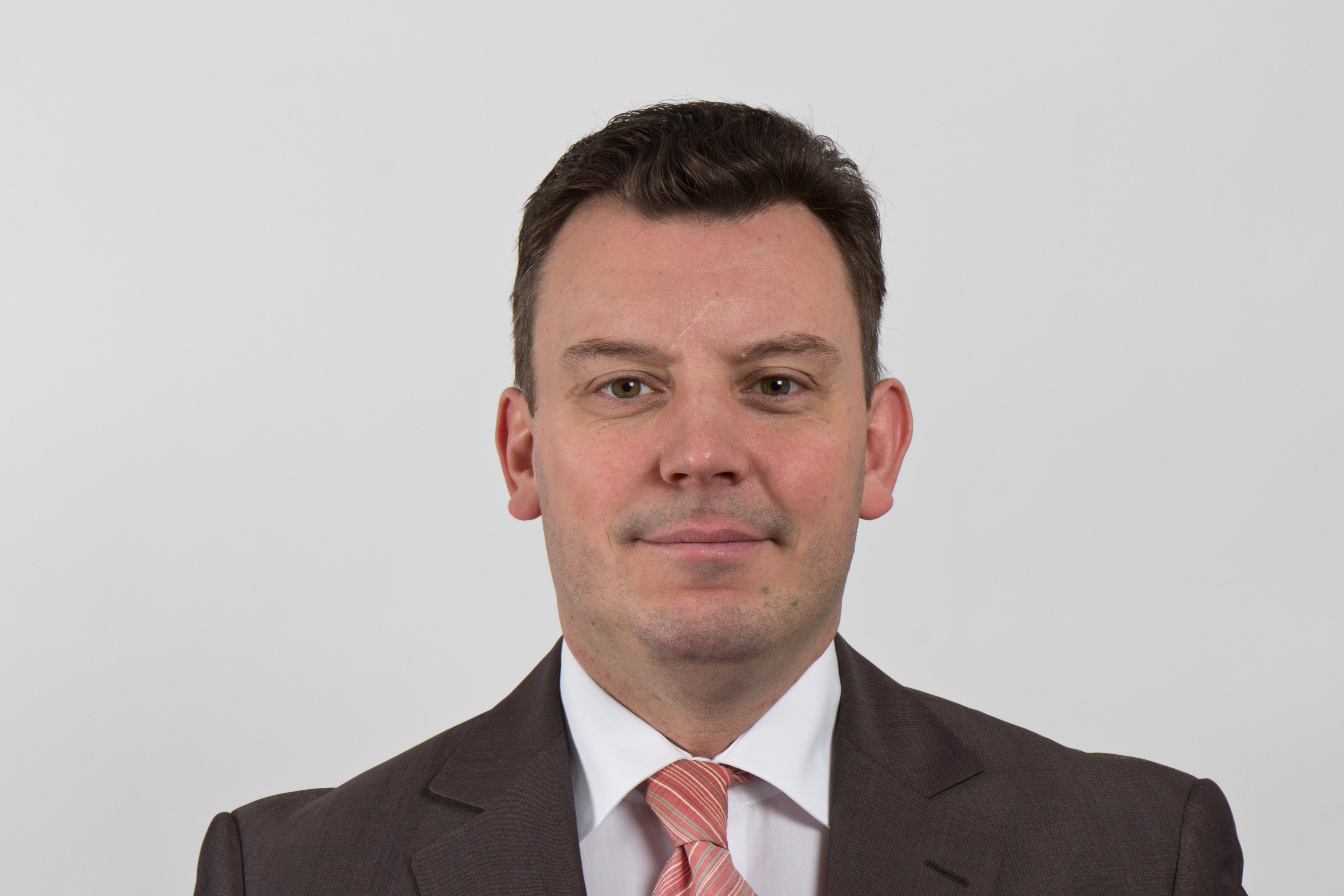
André Schröder, 2012

André Schröder (* 21. April 1969 in Sangerhausen) ist ein deutscher Politiker (CDU). Er war mit Unterbrechungen von 2002 bis 2021 Mitglied des Landtags von Sachsen-Anhalt und vom 25. April 2016 bis zum 20. Juni 2019 Finanzminister in der Landesregierung Sachsen-Anhalt. Seit 2021 ist er Landrat des Landkreises Mansfeld-Südharz.

## Leben
André Schröder besuchte von 1975 bis 1985 die POS „Ernst Thälmann“ in Sangerhausen und danach von 1985 bis 1987 die EOS „Geschwister Scholl“ in Sangerhausen. Zwischen 1987 und 1990 leistete er seinen Wehrdienst. Im November 1990 nahm Schröder in Leipzig ein Magisterstudium mit dem 1. Hauptfach Philosophie und dem 2. Hauptfach Politikwissenschaft auf. Im Herbst 1995 erlangte er den Abschluss Magister Artium. Es folgte eine journalistische Tätigkeit, unter anderem für die Mitteldeutsche Zeitung und die Märkische Oderzeitung. Außerdem leistete er Praktika beim MDR in Leipzig und in der Kreisverwaltung Sangerhausen.
Schröder ist verheiratet und hat zwei Kinder.

## Politik
André Schröder wurde im März 1996 als Persönlicher Referent des Vorsitzenden der CDU-Landtagsfraktion eingestellt. Im Oktober 1996 trat er der CDU bei. Von Juni 1998 bis April 2002 war er Pressesprecher und bis September 2008 Mitglied der Regionalen Planungsgemeinschaft.
Von 2002 bis zu seinem Ausscheiden am 16. September 2008 war André Schröder Mitglied des Landtages Sachsen-Anhalt.
Bei der Landtagswahl in Sachsen-Anhalt am 20. März 2011 erlangte er wieder das Direktmandat im Wahlkreis 31 (33,4 %). Vom 20. April 2011 bis März 2016 war er Fraktionsvorsitzender der CDU.
Von Juli 2007 bis September 2008 war Schröder Mitglied des Kreistages Mansfeld-Südharz. Von der CDU Sachsen-Anhalt wurde er in die Landesmedienanstalt (MSA) benannt. Er war Vorsitzender des Landesfachausschusses für Landesentwicklung und Verkehr sowie Vorsitzender des CDU-Kreisverbandes Mansfeld-Südharz. Von September 2008 bis April 2011 war Schröder Staatssekretär im Ministerium für Landesentwicklung und Verkehr des Landes Sachsen-Anhalt.
Bei der Landtagswahl in Sachsen-Anhalt 2016 verlor er sein Direktmandat an den AfD-Kandidaten Andreas Gehlmann, erhielt jedoch über Platz 4 der Landesliste ein Mandat.
Am 25. April 2016 erfolgte seine Ernennung zum Minister der Finanzen des Landes Sachsen-Anhalt.
Am 20. Juni 2019 trat Schröder als Finanzminister zurück, nachdem ihm die CDU-Landtagsfraktion das Vertrauen entzogen hatte.